# أحد الفصح (فلم 2022)
أحد الفصح (بالإنجليزية: Easter Sunday) هو فيلم كوميدي أمريكي لعام 2022، من إخراج جاي شاندراسيخار وسيناريو كين تشينغ وكيت أنجيلو، ومن بطولة جو كوي، تم إصداره في 5 أغسطس 2022.

## روابط خارجية
- مقالات تستعمل روابط فنية بلا صلة مع ويكي بيانات